# Tàu ngầm lớp Kairyu
Tàu ngầm lớp Kairyu (海龍, Kairyū) là tàu ngầm loại nhỏ được sử dung bởi Hải quân Hoàng gia Nhật Bản được thiết kế vào 1943-1944 và được đóng vào năm 1945 những tàu ngầm này được sử dụng để chống lại sự tấn công của hải quân Hoa Kỳ theo dự đoán của Tokyo là sẽ xảy ra.

## Lịch sử

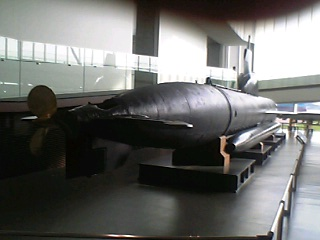
Một chiếc Kairyu tại bảo tàng Yamato.

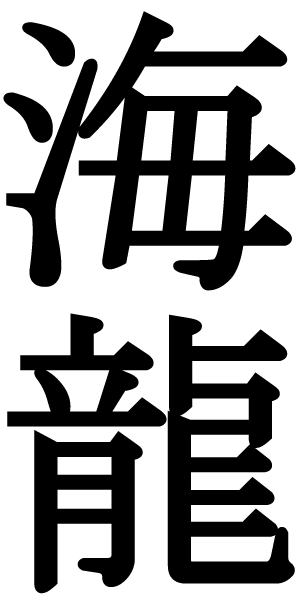
Chữ Kairyu

Hơn 760 chiếc tàu loại này được lên kế hoạch đóng vào tháng 08 năm 1945 đã có khoảng 213 chiếc đã được đóng. Hầu hết chúng được đóng tại bãi đóng tàu ở Yokosuka. Tàu ngầm lớp Kairyu có hai thủ thủ và được sử dụng như những ngư lôi với 600 kg (1.300 lb) thuốc nổ được nhồi vào tàu sử dụng trong các nhiệm vụ cảm tử.
Hầu hết các chiếc Kairyu được đặt tại Yokosuka để bảo vệ lối vào vịnh Tokyo để đề phòng việc Hoa Kỳ tấn công vào đất liền của Nhật Bản. Một số tàu ngầm loại này được đặt tại Moroiso và Aburatsubo tại phía Nam của bán đảo Miura nơi mà một trường đào tạo cũng đã được đặt.
Với việc Nhật Bản đầu hàng sau khi bị ném bom nguyên tử tại Hiroshima và Nagasaki cùng với Nhật Bản tuyên bố đầu hàng không có chiếc tàu ngầm nào loại này được thấy sử dụng.